# Bondroitia saharensis
Bondroitia saharensis är en myrart som först beskrevs av Santschi 1923.  Bondroitia saharensis ingår i släktet Bondroitia och familjen myror. Inga underarter finns listade.